# Håkan Lundberg (enduroförare)
Håkan Lundberg, född 20 oktober 1959 i Fritsla, är en svensk motorcyklist som har tävlat i motorcykelsport under perioden 1975-1992. Han fick stora grabbars märke 1987.

## Motocrosskarriär
Lundberg började tävla i motocross hösten 1975. Han tävlade i svartcross och som B-förare 1975-1980, och blev A-förare 1981. Han tog SM-guld i lag med Skene MS 1987.

## Endurokarriär
Lundberg började tävla i enduro som C-förare 1981, och tävlade som B-förare under 1982. Från 1983 och framåt var han A-förare. Han vann en EM-deltävling 1984 på Huskvarna 400 och slutade fyra totalt i 500-klassen. 1985 blev han totalt fyra i 500-klassen. Han tävlade 1986-1987 på Huskvarna och tog silver i 500-klassen på SM dessa år. 1988 tog han SM-guld på Yamaha, och 1989 SM-guld och EM-silver på Yamaha. 1990 blev det SM-silver och VM-silver på Huskvarna, och 1992 SM-silver på Yamaha. 

## Novemberkåsan
Lundberg har startat i Novemberkåsan tio gånger och fullföljt samtliga gånger. Första starten var 1982 på Huskvarna, då han kom på tredje plats. Han har ytterligare en tredjeplats, två andraplatser samt vann Novemberkåsan 1989. Han är medlem i kåsaklubben.

## Sixdays (ISDE)
Lundbergs första start i Sixdays kom 1982 i Powazska Bystrica, Tjeckoslovakien. Han körde sitt sista ISDE 1991, även det  i Powazska Bystrica. Han har vunnit lagtävlingen 1985 i Spanien (Lagvärldsmästare), har en individuell klasseger 1990 i Sverige, och har vunnit klubblagstävlingen 1990 i Sverige.